# NGC 1168
NGC 1168 (другие обозначения — UGC 2476, MCG 2-8-47, ZWG 440.42, KCPG 85B, PGC 11378) — спиральная галактика (Sb) в созвездии Овен.
Этот объект входит в число перечисленных в оригинальной редакции «Нового общего каталога».
В галактике вспыхнула сверхновая SN 2001dw типа Ia, её пиковая видимая звездная величина составила 16,6.